# Azay-le-Ferron
Azay-le-Ferron é uma comuna francesa na região administrativa do Centro, no departamento Indre. Estende-se por uma área de 60,94 km². Em 2010 a comuna tinha 881 habitantes (densidade: 14,5 hab./km²).